# La Soupe aux Schtroumpfs
La Soupe aux Schtroumpfs est une histoire de la série Les Schtroumpfs de Peyo. Elle est publiée pour la première fois du no 2000 au no 2021 du journal Spirou, puis en album en 1976.

## Résumé
Grossbouf, un géant affamé, rend visite à Gargamel. Le sorcier lui affirme que le seul plat capable de le rassasier est une soupe aux Schtroumpfs. Cependant trois Schtroumpfs ont surpris leur conversation et décident de tendre un piège à Gargamel.
Le lecteur se rappelle peut-être que, dans Un Schtroumpf pas comme les autres, Gargamel voulait lui-même « faire de la soupe aux Schtroumpfs » (planche 16) avec les nombreux Schtroumpfs qu'il avait capturés.

## Adaptation
Dans la série animée Les Schtroumpfs, La Soupe aux Schtroumpfs est le 10e épisode.